# Limelight (The Alan Parsons Project)
Limelight è un brano musicale inciso nel 1984 dal gruppo The Alan Parsons Project: pubblicato come singolo, fu poi incluso nell'album Stereotomy del 1985. Autori del brano sono Alan Parsons e Eric Woolfson.
Il singolo fu pubblicato su etichetta Arista Records. La voce della versione ufficiale del brano appartiene a Gary Brooker, cantante e pianista dei Procol Harum.

## Testo
(Limelight (1984))
Il brano racconta il declino di un artista: il protagonista però capisce che questo è tutto ciò che ha desiderato da sempre e ora ritrova la propria strada, vedendo il mondo sotto una nuova luce.

## Tracce

### Versione 1 (1984)
7"
1. Limelight – 4:35
2. Light of the World – 6:22

### Versione 2 (1984)
7"
1. Limelight – 4:35
2. Urbania (Instrumental) – 4:21

### Versione 3 (1987)
7"
1. Limelight
2. Hawkeye

## Cover
Tra gli artisti che hanno inciso una cover del brano, figurano (in ordine alfabetico):
- Trombetti e Silvi
- Bonnie Tyler (singolo del 1996)[1][4]

### La cover di Bonnie Tyler
Nel 1996 Bonnie Tyler incise una cover del brano, pubblicata su singolo edito dall'etichetta East/West e prodotta da Stephen Power.

#### Tracce
CD
1. Limelight (Radio Version) – 4:06
2. Limelight (Ouverture Mix) – 5:12
3. Georgia on My Mind – 3:04

#### Classifiche
| Classifica | Posizione massima | Nr. di settimane |
| ---------- | ----------------- | ---------------- |
| Germania   | 76                | 4                |

## Il brano nella cultura di massa
- In Italia, il brano fu utilizzato negli anni ottanta/novanta in uno spot pubblicitario della lavatrice "Margherita" della Ariston e in altre pubblicità dell'azienda di elettrodomestici marchigiana.[5]